# سیارک ۳۹۸
سیارک ۳۹۸ (به انگلیسی: 398 Admete، نامگذاری:1894BN) سیصد و نود و هشتمین سیارک کشف شده‌است که در ۲۸ دسامبر ۱۸۹۴ و در نیس کشف شد.
قدر مطلق سیارک برابر ۱۰٫۳۰ است.